# تحليل التباين

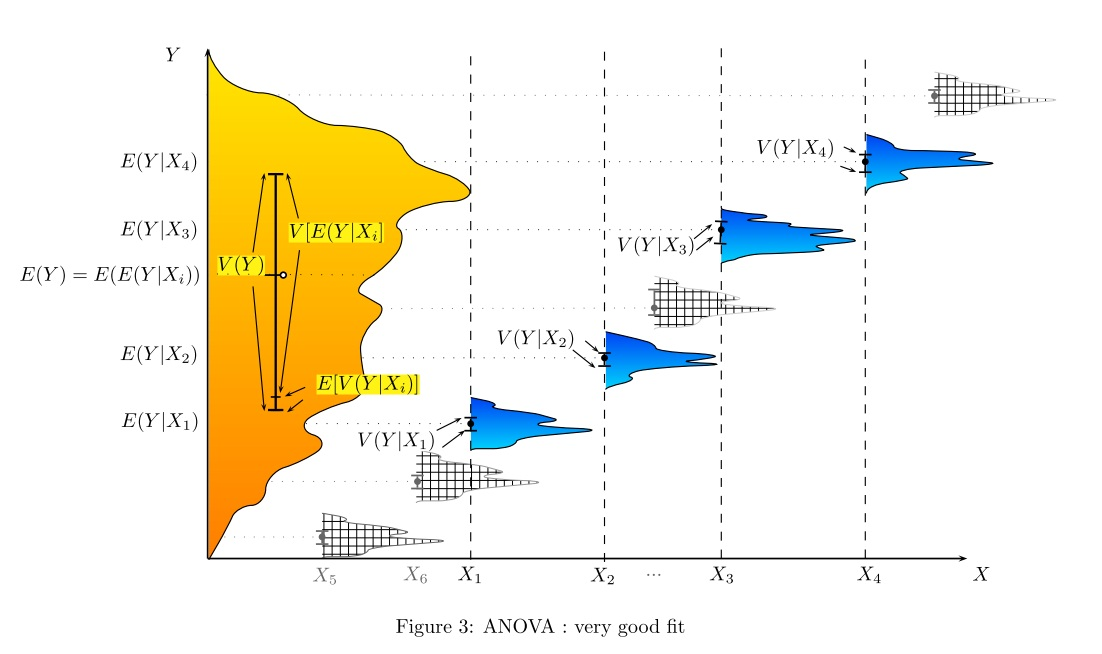

في الإحصاءات، تحليل التباين (ANOVA) هو مجموعة من النماذج الإحصائية وما يرتبط بها من خطوات، والذي لوحظ فيها أن الفرق يكون في التقسيم إلى مكونات وذلك بسبب المتغيرات التوضيحية المختلفة. في أبسط الأشكال تعطي تحليل التباين اختبارا إحصائيا ما إذا كان متوسطات العديد من المجموعات كلها متساوية، ومن ثم يعمم اثنان من عينات الطلبة لاختبار(t) لأكثر من مجموعتين.